# Helga Druxes
Helga Druxes (* 27. Mai 1959) ist eine US-amerikanische Literaturwissenschaftlerin.

## Leben
Druxes studierte an der Westfälischen Wilhelms-Universität in Münster und der Brown University in Providence, Rhode Island. 1987 wurde sie in Vergleichender Literaturwissenschaft promoviert. Danach kam sie an das Williams College in Williamstown in Massachusetts. Derzeit ist sie Professor of German am dortigen Center for Foreign Languages, Literatures & Cultures.
Druxes Forschungsschwerpunkte sind u. a. neuere deutsche Literatur, feministische Wissenschaftstheorie, Migration und Nationalismus, Kolonialliteratur und Einsatz von Multimedia. Sie ist u. a. Mitglied der German Studies Association, der Modern Language Association, der Cultural Studies Association, der Northeastern Modern Language Association und von Women in German.

## Schriften (Auswahl)
- Querbeet: An Intermediate German Reader (= American university studies. Series 6. Foreign language instruction. Vol. 7). Lang, New York u. a. 1988, ISBN 0-8204-0526-4.
- The Feminization of Dr. Faustus: Female Identity Quests from Stendhal to Morgner. Pennsylvania State University Press, University Park 1993, ISBN 0-271-00759-1.
- Resisting Bodies: The Negotiation of Female Agency in Twentieth-Century Women’s Fiction (= Kritik: German Literary Theory and Cultural Studies Series). Wayne State University Press, Detroit 1996, ISBN 0-8143-2534-3.
- mit Patricia Anne Simpson (Hrsg.): Digital Media Strategies of the Far Right in Europe and the United States. Lexington Books, London 2015, ISBN 978-0-7391-9881-0.